# Calcio ai XIII Giochi panamericani

La tredicesima edizione del torneo di calcio ai Giochi panamericani si è svolta a Winnipeg, Canada, dal 23 luglio al 7 agosto 1999. Per la prima volta viene disputato il torneo riservato alle donne, che si svolge parallelamente a quello degli uomini. Il torneo maschile vide la vittoria del Messico, mentre quello femminile fu vinto dagli Stati Uniti.

## Formato

### Torneo maschile
Due gironi da cinque squadre: nove sono affiliate alla CONCACAF e una (l'Uruguay) alla CONMEBOL. Le prime due ottengono l'accesso alla fase a eliminazione diretta, comprendente semifinali, finale 3º-4º posto e finalissima.

### Torneo femminile
Un girone da cinque squadre; le prime quattro ottengono l'accesso alla fase a eliminazione diretta, comprendente semifinali, finale 3º-4º posto e finalissima.